# فرناندو كاسترو باتشيكو
فرناندو كاسترو باتشيكو (بالإسبانية: Fernando Castro Pacheco)‏ هو رسام مكسيكي، ولد في 26 يناير 1918 في ماردة في المكسيك، وتوفي بنفس المكان في 8 أغسطس 2013.